# Olha Stefanisjyna
Olha Vitalijivna Stefanisjyna (Oekraïens: Ольга Віталіївна Стефанішина) (Odessa, 29 oktober 1985) is een Oekraïense advocaat en politicus. Van 4 juni 2020 tot 17 juli 2025 was Stefanisjyna vicepremier voor Europese en Euro-Atlantische Integratie van Oekraïne.

## Biografie

### Onderwijs
In 2008 studeerde Stefanisjyna af aan het Instituut voor Internationale Betrekkingen van de Universiteit van Kiev met als specialisme internationaal recht en vertaler Engels. In 2016 ontving ze een academische graad in "Financiën en Krediet" van de "Nationale economische Universiteit Odessa".

### Professionele loopbaan
Stefanisjyna trad eind 2007, na een korte carrière als juridisch adviseur, in dienst van het "Bureau voor Juridische Aanpassing" als hoofd van de afdeling "Juridische ondersteuning voor Europese integratie". In 2010 stapte ze vervolgens over naar het Ministerie van Justitie van Oekraïne, waar ze tot 2015 als adjunct-directeur werkte op de afdelingen Internationaal recht en Europese Integratie.
Van maart tot december 2017 werkte Stefanisjyna in het secretariaat van het "Kabinet van Ministers" van Oekraïne als directeur voor Europese en Euro-Atlantische integratie.
Ze werd in december 2017 gepromoveerd tot directeur-generaal voor de coördinatie van de Europese en Euro-Atlantische integratie van het secretariaat van het kabinet van Oekraïne. Stefanisjyna ontving het erecertificaat van het kabinet van ministers.
Bij de Oekraïense parlementsverkiezingen van 2019 stond Stefanisjyna als nummer 25 op de lijst van de politieke partij "Oekraïense Strategie". De partij kreeg echter slechts 2,41% van de stemmen, terwijl er een kiesdrempel was van 5% en kreeg geen zetels in het parlement. De partij slaagde er ook niet in om een zetel in een kiesdistrict te winnen. Na de verloren verkiezingen werkte ze van januari tot juni 2020 als consultant bij het advocatenkantoor "Ilyashev & Partners".
Op 4 juni 2020 werd Olha Stefanisjyna door de Oekraïense premier Denys Sjmyhal benoemd tot minister in het kabinet-Sjmyhal in haar vakgebied. Sindsdien is ze vicepremier als opvolger van de voormalige minister van Buitenlandse Zaken Wadym Prystajko, en minister voor Europese en Euro-Atlantische Integratie van Oekraïne.
Haar ambtstermijn als minister kwam op 17 juli 2025 ten einde door een kabinetsherschikking. Dezelfde dag werd ze door Volodymyr Zelensky aangesteld als de nieuwe ambassadeur in de Verenigde Staten. Voor de benoeming is ze eerst benoemd tot "speciale vertegenwoordiger".

### Werkzaamheden

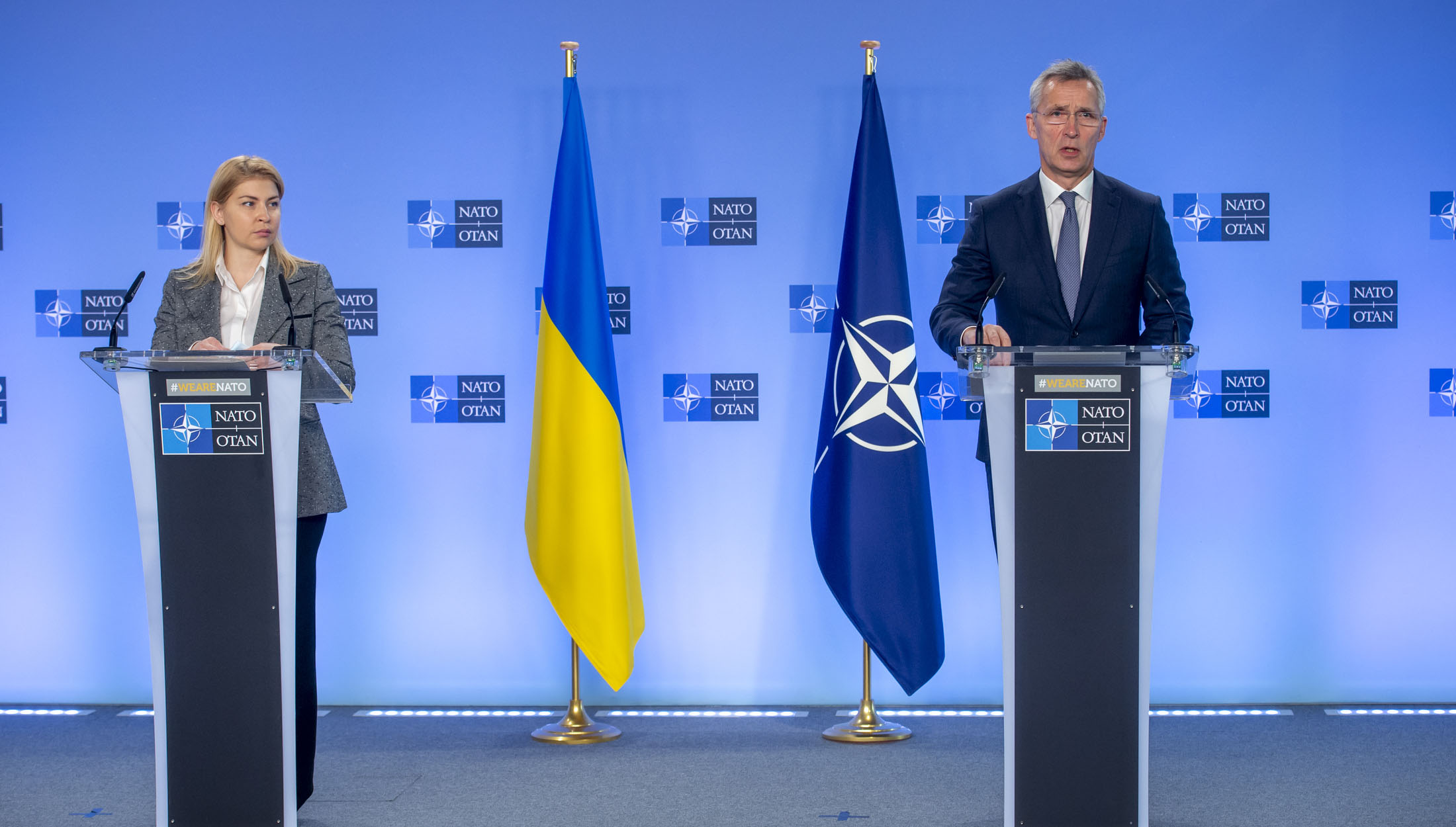
De Oekraïense vicepresident Olha Stefanisjyna met secretaris-generaal van de NAVO Jens Stoltenberg op een conferentie over een potentiële Russische invasie op 10 januari 2022

Als vicepremier voor Europese en Euro-Atlantische Integratie van Oekraïne gaf zij leiding aan een aantal coördinatiemechanismen in de regering. In het bijzonder:
- voorzitter van de Commissie voor de coördinatie van de Euro-Atlantische integratie van Oekraïne[10]
- voorzitter van de Commissie voor gelijke rechten voor vrouwen en mannen[11]
- voorzitter van de werkgroep voor een naderingsovereenkomst voor de toepassing van het koolstofaanpassingsmechanisme aan de grens (CBAM) door Oekraïne in samenwerking met de Europese Commissie[12]
- Voorzitter van de Oekraïense delegatie voor deelname aan de VN-conferentie over klimaatverandering (COP26) in Glasgow[13]
- voorzitter van de Interagency Working Group on Coordination of Integrated Border Management[14]
- covoorzitter van de werkgroep dialoog op hoog niveau over de Europese Green Deal en de groene transitie van Oekraïne.[15] De dialoog over de Europese Green Deal werd in februari 2021 gelanceerd door de premier van Oekraïne Denys Sjmyhal en de vicevoorzitter van de Europese Commissie Frans Timmermans
- plaatsvervangend hoofd van de Commissie voor de coördinatie van de uitvoering van de associatieovereenkomst[16]
- plaatsvervangend hoofd van de Interministeriële Werkgroep Coördinatie van Klimaatverandering in het kader van het Europese Green Deal-initiatief van de Europese Commissie. Ontwikkelt de dialoog tussen Oekraïne en de EU over de betrokkenheid van Oekraïne bij de totstandkoming van de Europese Green Deal en de verdere synchronisatie tussen het nationale en het Europese beleid inzake klimaatverandering[17]
- lid van de Nationale Veiligheids- en Defensieraad van Oekraïne[18]
- lid van de Nationale Hervormingsraad[19]
- raadslid van de politieke partij Dienaar van het Volk “Слуга народу” (Sluga narodu)[20]

De lijst van commissies die van Oekraïense zijde worden voorgezeten door de vicepremier voor Europese en Euro-Atlantische Integratie van Oekraïne:
- Oekraïens-Slowaakse Gemengde Commissie voor economische, industriële en wetenschappelijk-technische samenwerking[21]
- Oekraïens-Duitse Groep voor economische samenwerking[22]

## Trivia
- Stefanisjyna staat op de 45e plaats in de beoordeling van "100 invloedrijkste Oekraïners" van 2021[23] en op de 14e plaats in de ranglijst van "100 invloedrijkste vrouwen van Oekraïne" van 2021 van het tijdschrift Focus.[24] Volgens de juridische krant Yurydychna Gazeta stond ze in 2021 in de top 10 van succesvolle politici die tevens advocaat zijn.[25]